# Games and Economic Behavior
Games and Economic Behavior est une revue académique spécialisée en théorie des jeux. 